# 175P/Hergenrother
La comète Hergenrother 2, officiellement 175P/Hergenrother, est une comète périodique du système solaire, découverte le 4 février 2000 par Carl W. Hergenrother.